# Tour du Haut-Anjou
Ne doit pas être confondu avec Tour d'Anjou.
Le Tour du Haut-Anjou est une course cycliste française par étapes disputée dans les départements de la Mayenne et de Maine-et-Loire. Créé en 2001, ce fut une épreuve amateure jusqu'en 2006. Il fait partie de l'UCI Europe Tour depuis 2007, dans la catégorie 2.2U réservée aux coureurs espoirs (moins de 23 ans). L'arrivée de cette course se fait traditionnellement à Château-Gontier. L'édition 2010 est annulée en raison de problèmes financiers.

## Palmarès
| Année | Vainqueur          | Deuxième         | Troisième               |
| ----- | ------------------ | ---------------- | ----------------------- |
| 2001  | Mathieu Drujon     | Mathieu Claude   | Pierre-Bernard Vaillant |
| 2002  | Tom Tiblier        | Sébastien Turgot | Vincent Jérôme          |
| 2003  | Christophe Riblon  | Tom Southam      | Sébastien Minard        |
| 2004  | Anthony Ravard     | Tomasz Smoleń    | Pierre Drancourt        |
| 2005  | Nicolas Rousseau   | Julien Simon     | Mathieu Drujon          |
| 2006  | Timothy Gudsell    | Yoann Offredo    | Perrig Quéméneur        |
| 2007  | Martijn Keizer     | Damien Gaudin    | Yoann Offredo           |
| 2008  | Dennis van Winden  | John Degenkolb   | Jérôme Cousin           |
| 2009  | Tejay van Garderen | Julien Vermote   | Romain Sicard           |